# Esko Seppänen
Esko Olavi Seppänen (ur. 15 lutego 1946 w Oulu) – fiński polityk, działacz Sojuszu Lewicy, były poseł do Eduskunty i Parlamentu Europejskiego.

## Życiorys
W 1971 uzyskał licencjat w zakresie biznesu. W latach 1970–1987 pracował jako dziennikarz w Yleisradio. Działał w Komunistycznej Partii Finlandii i w Fińskiej Ludowej Lidze Demokratycznej.
W 1987 został wybrany do Eduskunty, w fińskim parlamencie zasiadał do 1996.
W latach 1996–2009 był posłem do Parlamentu Europejskiego. Brał udział w pracach Komisji Budżetowej, pełnił funkcję wiceprzewodniczącego Delegacji ds. współpracy parlamentarnej UE-Rosja. Należał do grupy Zjednoczonej Lewicy Europejskiej – Nordyckiej Zielonej Lewicy. Nie ubiegał się o reelekcję.